# Jordi (Vorname)
Jordi [ˈʒɔrdi] ist die katalanische Form des männlichen Vornamens Georg.

## Verbreitung
In Deutschland wurde der Name von 2010 bis 2022 etwa 390 Mal vergeben. Dahingegen kommt Jordi in Österreich und Liechtenstein nur sehr selten vor. In der Schweiz wird er seit Ende der 1960er Jahre regelmäßig genutzt. Besonders beliebt ist Jordi in Katalonien, dort lag er zwischen 2000 und 2002 in den Top 10. Seitdem ist seine Vergabe rückläufig, im Jahr 2022 belegte er nur noch den 43. Platz. In ganz Spanien war der Name im Zeitraum von 2002 bis 2014 unter den Top 100 zu finden. Außerdem wird er gelegentlich in Belgien, England, Frankreich, der Niederlande und den USA in der Namensgebung verwendet. In nordischen Ländern wie Dänemark (37 Mal), Norwegen (28 Mal) und Schweden (76 Mal) wurde der Name ebenfalls vergeben.

## Namensträger
- Jordi Aláez (* 1998), andorranischer Fußballspieler
- Jordi Alba (* 1989), spanischer Fußballspieler
- Jordi Albareda i Bach (* 1925), katalanischer Gesangslehrer
- Jordi Amat (* 1992), spanischer Fußballspieler
- Jordi Arnau (* 1970), spanischer Hockeyspieler
- Jordi Arrese (* 1964), spanischer Tennisspieler
- Jordi Balk (* 1994), niederländischer Fußballspieler
- Jordi Barra (* 1978), andorranischer Fußballspieler
- Jordi Bazan (* 1971), andorranischer Fußballspieler
- Jordi Benet (* 1980), andorranischer Fußballspieler
- Jordi Bernet (Comiczeichner) (* 1944), spanischer Comiczeichner
- Jordi Bernet (Eishockeyspieler) (* 1977), spanischer Eishockeyspieler
- Jordi Bes Ginesta (* 1975), spanischer Skibergsteiger
- Jordi Bonet i Armengol (1925–2022), spanischer Architekt
- Jordi Boronat (* 1961), spanischer theoretischer Physiker
- Jordi Burillo (* 1972), spanischer Tennisspieler und -trainer
- Jordi Calavera (* 1995), spanischer Fußballspieler
- Jordi Camell (* 1959), katalanischer Pianist und Musikpädagoge
- Jordi Cañas (* 1969), spanischer Politiker
- Jordi Casals (* 1973), katalanischer Chorleiter und Dirigent
- Jordi Codina Rodríguez (* 1982), spanischer Fußballtorwart
- Jordi Codina i Torrecilla (* 1952), katalanischer klassischer Gitarrist und Komponist
- Jordi Colomer (* 1942), spanischer Alpinist und Sportfunktionär
- Jordi Cruyff (* 1974), niederländischer Fußballspieler
- Jordi Cruz (* 1978), spanischer Koch
- Jordi Cuixart (* 1975), katalanischer Aktivist und Unternehmer
- Jordi Curós i Ventura (1930–2017), spanischer Zeichner und Maler
- Jordi Domenech (* 20. Jahrhundert), spanischer Wirtschaftswissenschafter und -historiker
- Jordi El Niño Polla (* 1994), spanischer Pornodarsteller und YouTuber
- Jordi Escura (* 1980), andorranischer Fußballspieler
- Jordi Farjas i Darnés (1928–2008), katalanischer Künstler
- Jordi Fernández (* 1982), spanischer Basketballtrainer
- Jordi Figueras (* 1987), spanischer Fußballspieler
- Jordi Font (* 1975), spanischer Snowboarder
- Jordi Galceran (* 1964), katalanischer Schriftsteller
- Jordi Galí (* 1961), spanischer Ökonom
- Jordi Gené (* 1970), spanischer Rennfahrer
- Jordi Ginés Soteras (1930–1996), spanischer Comicautor, Pseudonym Gin
- Jordi Gómez (* 1985), spanischer Fußballspieler
- Jordi Grau (* 1981), spanischer Radrennfahrer
- Jordi Hereu (* 1965), katalanischer Politiker
- Jordi Hurtado (* 1957), spanischer Synchronsprecher und Fernsehmoderator
- Jordi Lamelas (* 1970), andorranischer Fußballspieler
- Jordi Llopart (spanisch Jorge Llopart; 1952–2020), spanischer Leichtathlet
- Jordi López (* 1981), spanischer Fußballspieler
- Jordi Masip (* 1989), spanischer Fußballtorhüter
- Jordi Mboula (* 1999), spanischer Fußballspieler
- Jordi Meeus (* 1998), belgischer Radfahrer
- Jordi Mollà (* 1968), spanischer Schauspieler und Regisseur
- Jordi Montaña i Matosas, spanischer Wirtschaftsingenieur, Industriedesigner und Hochschullehrer
- Jordi Núñez (* 1968), spanischer Handballspieler
- Jordi Osei-Tutu (* 1998), englisch-ghanaischer Fußballspieler
- Jordi Pàmias i Grau (* 1938), katalanischer Dichter und Schriftsteller
- Jordi Pujol (* 1930), katalanischer Politiker
- Jordi Puntí (* 1967), katalanischer Schriftsteller
- Jordi Quintillà (* 1993), spanischer Fußballspieler
- Jordi Ribó (* 1967), spanischer Skilangläufer
- Jordi Ribera Romans (* 1963), spanischer Handballtrainer
- Jordi Roura (* 1967), spanischer Fußballspieler und -trainer
- Jordi Rubio (* 1987), andorranischer Fußballspieler
- Jordi Rubió i Balaguer (1887–1982), spanischer Bibliothekar, Romanist und Katalanist
- Jordi Sabater Pi (1922–2009), katalanischer Ethologe
- Jordi Sabatés (1948–2022), katalanischer Musiker
- Jordi Samper Montaña (* 1990), spanischer Tennisspieler
- Jordi Sànchez i Picanyol (* 1964), katalanischer Aktivist und Politiker
- Jordi de Sant Jordi (um 1398–um 1424), Kammerherr im Hof von König Alfons V. von Aragon und Schriftsteller
- Jordi Sargatal (* 1957), katalanischer Ornithologe, Naturforscher, Naturschützer und Sachbuchautor
- Jordi Savall (* 1941), spanischer Musikwissenschaftler und Gambist
- Jordi Sebastià i Talavera (* 1966), spanischer Politiker (Coalició Compromís)
- Jordi Serangeli (* 1971), Archäologe
- Jordi Sierra i Fabra (* 1947), spanischer Schriftsteller
- Jordi Simón (* 1990), spanischer Straßenradrennfahrer
- Jordi Solé Tura (1930–2009), spanischer Politiker
- Jordi Soler (* 1963), mexikanischer Schriftsteller katalanischer Herkunft
- Jordi Torres (* 1987), spanischer Motorradrennfahrer
- Jordi Truxa (* 1973), deutscher Münzgestalter und Produktdesigner
- Jordi Valls (* 1960), spanischer Musiker
- Jordi Villacampa (* 1963), spanischer Basketballspieler
- Jordi Warlop (* 1996), belgischer Radfahrer
- Jordi Wegmann (* 2002), deutscher Fußballspieler
- Jordi Xammar (* 1993), spanischer Segler